# Unterwittelsbach
Unterwittelsbach ist ein Gemeindeteil der Stadt Aichach im Landkreis Aichach-Friedberg im bayerischen Regierungsbezirk Schwaben und eine Gemarkung.

## Geographie
Das Dorf Unterwittelsbach liegt im Donau-Isar-Hügelland und damit im Unterbayerischen Hügelland, das zum Alpenvorland, einer der Naturräumlichen Haupteinheiten Deutschlands, gehört.
Der Gemeindeteil Unterwittelsbach liegt circa drei Kilometer nordöstlich der Stadtmitte von Aichach, er hat etwa 800 Einwohner.
Namensgebend für Unterwittelsbach ist der Wittelsbach, der östlich von Unterwittelsbach von ein paar hintereinandergeschalteten Weihern gespeist wird, Unterwittelsbach durchfließt, sich nach Westen wendet und westlich von Unterwittelsbach in den Tradtwiesengraben fließt, der als rechter Zufluss nordwestlich von Unterwittelsbach in die Paar mündet.
Schleifenförmig verläuft nordwestlich und westlich um Unterwittelsbach herum in nordsüdlicher Richtung die Bundesstraße 300, von der Unterwittelsbach eine eigene Ausfahrt Unterwittelsbach besitzt. Von Südwesten aus dem Stadtzentrum von Aichach kommt die Kreisstraße AIC 30, durchquert Unterwittelsbach und führt weiter Richtung Norden, wo sie kurz hinter Unterwittelsbach in die B 300 mündet.
Die Gemarkung Unterwittelsbach hat eine Fläche von 450 Hektar und liegt vollständig im Stadtgebiet von Aichach. Einziger Gemeindeteil auf ihr ist das Dorf Unterwittelsbach.

## Geschichte

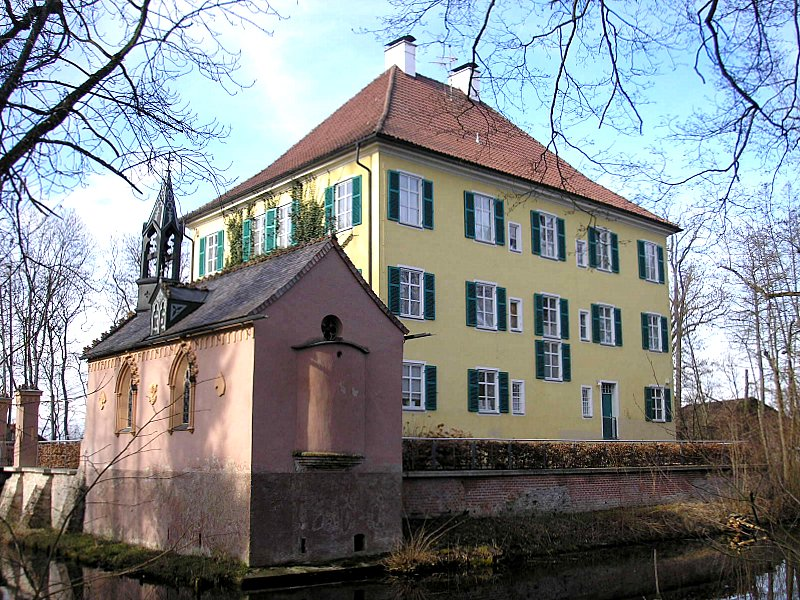
Schloss Unterwittelsbach

Unterwittelsbach gehört zur katholischen Pfarrei Mariä Himmelfahrt in Aichach.
Im Zuge der Gebietsreform in Bayern wurde die Gemeinde Unterwittelsbach des Landkreises Aichach aufgelöst und am 1. Januar 1972 in die Stadt Aichach eingemeindet.

## Sehenswürdigkeiten
Bekannt ist Unterwittelsbach durch das Wasserschloss Unterwittelsbach, auch Sisi-Schloss genannt. Zum Wasserschloss gehört auch die katholische Kapelle Sankt Ulrich, Afra und Jungfrau Maria.

## Ehrenbürger von Unterwittelsbach
- Bruno Bayer (* 10. August 1891 in Neuhausen bei Esslingen; † 2. April 1962), Verleihung an den Benefiziumsvikar am 12. August 1956